# Scopula habenata
Scopula habenata là một loài bướm đêm trong họ Geometridae.